# Canthidium thalassinum
Canthidium thalassinum är en skalbaggsart som beskrevs av Wilhelm Ferdinand Erichson 1847. Canthidium thalassinum ingår i släktet Canthidium och familjen bladhorningar. Inga underarter finns listade.